# Maggia
Maggia es una comuna suiza del cantón del Tesino, situada en el distrito de Vallemaggia, círculo de Maggia. Limita al norte con la comuna de Lavizzara, al noreste con Brione, al sureste con Avegno-Gordevio, al sur con Verscio, Cavigliano, Isorno y Onsernone, y al oeste con Gresso, Vergeletto, Campo y Cevio.
La actual comuna de Maggia es el resultado de la incorporación el 4 de abril de 2004, de las comunas de Aurigeno, Coglio, Giumaglio, Lodano, Moghegno y Someo, que actualmente ostentan el estatus de localidades.